# Tour d'Allemagne 2021
Le Tour d'Allemagne 2021 est la 35e édition de cette course cycliste par étapes masculine. Il a lieu en Allemagne du 26 août au 29 août 2021. Il se déroule entre Stralsund et Nuremberg sur un parcours de 720,5 km et fait partie du calendrier UCI ProSeries 2021 en catégorie 2.Pro.

## Présentation

### Équipes
| WorldTeams (9)- Bora-Hansgrohe - Israel Start-Up Nation - Deceuninck-Quick Step - UAE Team Emirates - AG2R Citroën Team - Team DSM - Movistar Team - Intermarché-Wanty-Gobert Matériaux - Bahrain Victorious ProTeams (7)- Gazprom-RusVelo - Alpecin-Fenix - B&B Hotels p/b KTM - Rally Cycling - Uno-X Pro Cycling Team - Sport Vlaanderen-Baloise - Equipo Kern Pharma Équipes continentales (5)- Bike Aid - Dauner-AKKON - Lotto-Kern-Haus - Team SKS Sauerland NRW - P&S Metalltechnik Équipe nationale- Allemagne |
| |

## Étapes
| Étape     | Date    | Villes étapes          | type                      | Distance (km) | Dénivelé (m) | Vainqueur d'étape  | Leader du classement général |
| --------- | ------- | ---------------------- | ------------------------- | ------------- | ------------ | ------------------ | ---------------------------- |
| 1re étape | 26 août | Stralsund – Schwerin   | étape de plaine           | 191,4         | 906 m        | Pascal Ackermann   | Pascal Ackermann             |
| 2e étape  | 27 août | Sangerhausen – Ilmenau | étape vallonnée           | 180,8         | 2 082 m      | Alexander Kristoff | Pascal Ackermann             |
| 3e étape  | 28 août | Ilmenau – Erlangen     | étape vallonnée           | 193,9         | 1 923 m      | Nils Politt        | Nils Politt                  |
| 4e étape  | 29 août | Erlangen – Nuremberg   | étape de moyenne montagne | 154,4         | 2 122 m      | Alexander Kristoff | Nils Politt                  |

## Déroulement de la course

### 1reétape
| \| Classement de l'étape \| Classement de l'étape \| Classement de l'étape \| Classement de l'étape \| Classement de l'étape \| \| Coureur \| Coureur \| Pays \| Équipe \| Temps \| \| --------------------- \| --------------------- \| --------------------- \| ------------------------ \| --------------------- \| \| 1er \| Pascal Ackermann \| Allemagne \| Bora-Hansgrohe \| 4 h 07 min 01 s \| \| 2e \| Phil Bauhaus \| Allemagne \| Bahrain Victorious \| + 0 s \| \| 3e \| Marco Haller \| Autriche \| Bahrain Victorious \| + 0 s \| \| 4e \| Yves Lampaert \| Belgique \| Deceuninck-Quick Step \| + 0 s \| \| 5e \| Jannik Steimle \| Allemagne \| Deceuninck-Quick Step \| + 0 s \| \| 6e \| David van der Poel \| Pays-Bas \| Alpecin-Fenix \| + 0 s \| \| 7e \| Luca Mozzato \| Italie \| B&B Hotels p/b KTM \| + 0 s \| \| 8e \| Jens Reynders \| Belgique \| Sport Vlaanderen-Baloise \| + 0 s \| \| 9e \| Marco Canola \| Italie \| Gazprom-RusVelo \| + 0 s \| \| 10e \| Kim Heiduk \| Allemagne \| Team Lotto-Kern Haus \| + 0 s \| |                    |           |                          |                 |
| |                    |           |                          |                 |
| Source : ProCyclingStats |                    |           |                          |                 |
| Classement de l'étape |                    |           |                          |                 |
| Coureur | Coureur            | Pays      | Équipe                   | Temps           |
| 1er | Pascal Ackermann   | Allemagne | Bora-Hansgrohe           | 4 h 07 min 01 s |
| 2e | Phil Bauhaus       | Allemagne | Bahrain Victorious       | + 0 s           |
| 3e | Marco Haller       | Autriche  | Bahrain Victorious       | + 0 s           |
| 4e | Yves Lampaert      | Belgique  | Deceuninck-Quick Step    | + 0 s           |
| 5e | Jannik Steimle     | Allemagne | Deceuninck-Quick Step    | + 0 s           |
| 6e | David van der Poel | Pays-Bas  | Alpecin-Fenix            | + 0 s           |
| 7e | Luca Mozzato       | Italie    | B&B Hotels p/b KTM       | + 0 s           |
| 8e | Jens Reynders      | Belgique  | Sport Vlaanderen-Baloise | + 0 s           |
| 9e | Marco Canola       | Italie    | Gazprom-RusVelo          | + 0 s           |
| 10e | Kim Heiduk         | Allemagne | Team Lotto-Kern Haus     | + 0 s           |

| \| Classement général \| Classement général \| Classement général \| Classement général \| Classement général \| \| Coureur \| Coureur \| Pays \| Équipe \| Temps \| \| ------------------ \| ------------------ \| ------------------ \| ------------------------ \| ------------------ \| \| 1er \| Pascal Ackermann \| Allemagne \| Bora-Hansgrohe \| 4 h 06 min 51 s \| \| 2e \| Phil Bauhaus \| Allemagne \| Bahrain Victorious \| + 4 s \| \| 3e \| Marco Haller \| Autriche \| Bahrain Victorious \| + 6 s \| \| 4e \| Yves Lampaert \| Belgique \| Deceuninck-Quick Step \| + 10 s \| \| 5e \| Jannik Steimle \| Allemagne \| Deceuninck-Quick Step \| + 10 s \| \| 6e \| David van der Poel \| Pays-Bas \| Alpecin-Fenix \| + 10 s \| \| 7e \| Luca Mozzato \| Italie \| B&B Hotels p/b KTM \| + 10 s \| \| 8e \| Jens Reynders \| Belgique \| Sport Vlaanderen-Baloise \| + 10 s \| \| 9e \| Marco Canola \| Italie \| Gazprom-RusVelo \| + 10 s \| \| 10e \| Kim Heiduk \| Allemagne \| Team Lotto-Kern Haus \| + 10 s \| |                    |           |                          |                 |
| |                    |           |                          |                 |
| Source : ProCyclingStats |                    |           |                          |                 |
| Classement général |                    |           |                          |                 |
| Coureur | Coureur            | Pays      | Équipe                   | Temps           |
| 1er | Pascal Ackermann   | Allemagne | Bora-Hansgrohe           | 4 h 06 min 51 s |
| 2e | Phil Bauhaus       | Allemagne | Bahrain Victorious       | + 4 s           |
| 3e | Marco Haller       | Autriche  | Bahrain Victorious       | + 6 s           |
| 4e | Yves Lampaert      | Belgique  | Deceuninck-Quick Step    | + 10 s          |
| 5e | Jannik Steimle     | Allemagne | Deceuninck-Quick Step    | + 10 s          |
| 6e | David van der Poel | Pays-Bas  | Alpecin-Fenix            | + 10 s          |
| 7e | Luca Mozzato       | Italie    | B&B Hotels p/b KTM       | + 10 s          |
| 8e | Jens Reynders      | Belgique  | Sport Vlaanderen-Baloise | + 10 s          |
| 9e | Marco Canola       | Italie    | Gazprom-RusVelo          | + 10 s          |
| 10e | Kim Heiduk         | Allemagne | Team Lotto-Kern Haus     | + 10 s          |

### 2eétape
| \| Classement de l'étape \| Classement de l'étape \| Classement de l'étape \| Classement de l'étape \| Classement de l'étape \| \| Coureur \| Coureur \| Pays \| Équipe \| Temps \| \| --------------------- \| --------------------- \| --------------------- \| ---------------------------------- \| --------------------- \| \| 1er \| Alexander Kristoff \| Norvège \| UAE Team Emirates \| 4 h 24 min 12 s \| \| 2e \| Phil Bauhaus \| Allemagne \| Bahrain Victorious \| + 0 s \| \| 3e \| Pascal Ackermann \| Allemagne \| Bora-Hansgrohe \| + 0 s \| \| 4e \| Jannik Steimle \| Allemagne \| Deceuninck-Quick Step \| + 2 s \| \| 5e \| Sven Erik Bystrøm \| Norvège \| UAE Team Emirates \| + 2 s \| \| 6e \| Rasmus Tiller \| Norvège \| Uno-X Pro Cycling Team \| + 2 s \| \| 7e \| Jonas Koch \| Allemagne \| Intermarché-Wanty-Gobert Matériaux \| + 2 s \| \| 8e \| Matteo Jorgenson \| États-Unis \| Movistar Team \| + 2 s \| \| 9e \| Luca Mozzato \| Italie \| B&B Hotels p/b KTM \| + 2 s \| \| 10e \| Yves Lampaert \| Belgique \| Deceuninck-Quick Step \| + 2 s \| |                    |            |                                    |                 |
| |                    |            |                                    |                 |
| Source : ProCyclingStats |                    |            |                                    |                 |
| Classement de l'étape |                    |            |                                    |                 |
| Coureur | Coureur            | Pays       | Équipe                             | Temps           |
| 1er | Alexander Kristoff | Norvège    | UAE Team Emirates                  | 4 h 24 min 12 s |
| 2e | Phil Bauhaus       | Allemagne  | Bahrain Victorious                 | + 0 s           |
| 3e | Pascal Ackermann   | Allemagne  | Bora-Hansgrohe                     | + 0 s           |
| 4e | Jannik Steimle     | Allemagne  | Deceuninck-Quick Step              | + 2 s           |
| 5e | Sven Erik Bystrøm  | Norvège    | UAE Team Emirates                  | + 2 s           |
| 6e | Rasmus Tiller      | Norvège    | Uno-X Pro Cycling Team             | + 2 s           |
| 7e | Jonas Koch         | Allemagne  | Intermarché-Wanty-Gobert Matériaux | + 2 s           |
| 8e | Matteo Jorgenson   | États-Unis | Movistar Team                      | + 2 s           |
| 9e | Luca Mozzato       | Italie     | B&B Hotels p/b KTM                 | + 2 s           |
| 10e | Yves Lampaert      | Belgique   | Deceuninck-Quick Step              | + 2 s           |

| \| Classement général \| Classement général \| Classement général \| Classement général \| Classement général \| \| Coureur \| Coureur \| Pays \| Équipe \| Temps \| \| ------------------ \| ------------------ \| ------------------ \| ---------------------------------- \| ------------------ \| \| 1er \| Pascal Ackermann \| Allemagne \| Bora-Hansgrohe \| 8 h 30 min 59 s \| \| 2e \| Phil Bauhaus \| Allemagne \| Bahrain Victorious \| + 2 s \| \| 3e \| Alexander Kristoff \| Norvège \| UAE Team Emirates \| + 4 s \| \| 4e \| Marco Haller \| Autriche \| Bahrain Victorious \| + 11 s \| \| 5e \| Georg Zimmermann \| Allemagne \| Intermarché-Wanty-Gobert Matériaux \| + 13 s \| \| 6e \| Joshua Huppertz \| Allemagne \| Team Lotto-Kern Haus \| + 13 s \| \| 7e \| Nils Politt \| Allemagne \| Bora-Hansgrohe \| + 14 s \| \| 8e \| Jannik Steimle \| Allemagne \| Deceuninck-Quick Step \| + 16 s \| \| 9e \| Yves Lampaert \| Belgique \| Deceuninck-Quick Step \| + 16 s \| \| 10e \| Luca Mozzato \| Italie \| B&B Hotels p/b KTM \| + 16 s \| |                    |           |                                    |                 |
| |                    |           |                                    |                 |
| Source : ProCyclingStats |                    |           |                                    |                 |
| Classement général |                    |           |                                    |                 |
| Coureur | Coureur            | Pays      | Équipe                             | Temps           |
| 1er | Pascal Ackermann   | Allemagne | Bora-Hansgrohe                     | 8 h 30 min 59 s |
| 2e | Phil Bauhaus       | Allemagne | Bahrain Victorious                 | + 2 s           |
| 3e | Alexander Kristoff | Norvège   | UAE Team Emirates                  | + 4 s           |
| 4e | Marco Haller       | Autriche  | Bahrain Victorious                 | + 11 s          |
| 5e | Georg Zimmermann   | Allemagne | Intermarché-Wanty-Gobert Matériaux | + 13 s          |
| 6e | Joshua Huppertz    | Allemagne | Team Lotto-Kern Haus               | + 13 s          |
| 7e | Nils Politt        | Allemagne | Bora-Hansgrohe                     | + 14 s          |
| 8e | Jannik Steimle     | Allemagne | Deceuninck-Quick Step              | + 16 s          |
| 9e | Yves Lampaert      | Belgique  | Deceuninck-Quick Step              | + 16 s          |
| 10e | Luca Mozzato       | Italie    | B&B Hotels p/b KTM                 | + 16 s          |

### 3eétape
| \| Classement de l'étape \| Classement de l'étape \| Classement de l'étape \| Classement de l'étape \| Classement de l'étape \| \| Coureur \| Coureur \| Pays \| Équipe \| Temps \| \| --------------------- \| --------------------- \| --------------------- \| ---------------------- \| --------------------- \| \| 1er \| Nils Politt \| Allemagne \| Bora-Hansgrohe \| 4 h 25 min 15 s \| \| 2e \| Dylan Teuns \| Belgique \| Bahrain Victorious \| + 11 s \| \| 3e \| André Greipel \| Allemagne \| Israel Start-Up Nation \| + 12 s \| \| 4e \| Pascal Ackermann \| Allemagne \| Bora-Hansgrohe \| + 12 s \| \| 5e \| John Degenkolb \| Allemagne \| Allemagne \| + 12 s \| \| 6e \| Mark Cavendish \| Royaume-Uni \| Deceuninck-Quick Step \| + 12 s \| \| 7e \| Marius Mayrhofer \| Allemagne \| Team DSM \| + 12 s \| \| 8e \| Alexander Kristoff \| Norvège \| UAE Team Emirates \| + 12 s \| \| 9e \| Sebastián Mora \| Espagne \| Movistar Team \| + 12 s \| \| 10e \| Johannes Hodapp \| Allemagne \| Team SKS Sauerland NRW \| + 12 s \| |                    |             |                        |                 |
| |                    |             |                        |                 |
| Source : ProCyclingStats |                    |             |                        |                 |
| Classement de l'étape |                    |             |                        |                 |
| Coureur | Coureur            | Pays        | Équipe                 | Temps           |
| 1er | Nils Politt        | Allemagne   | Bora-Hansgrohe         | 4 h 25 min 15 s |
| 2e | Dylan Teuns        | Belgique    | Bahrain Victorious     | + 11 s          |
| 3e | André Greipel      | Allemagne   | Israel Start-Up Nation | + 12 s          |
| 4e | Pascal Ackermann   | Allemagne   | Bora-Hansgrohe         | + 12 s          |
| 5e | John Degenkolb     | Allemagne   | Allemagne              | + 12 s          |
| 6e | Mark Cavendish     | Royaume-Uni | Deceuninck-Quick Step  | + 12 s          |
| 7e | Marius Mayrhofer   | Allemagne   | Team DSM               | + 12 s          |
| 8e | Alexander Kristoff | Norvège     | UAE Team Emirates      | + 12 s          |
| 9e | Sebastián Mora     | Espagne     | Movistar Team          | + 12 s          |
| 10e | Johannes Hodapp    | Allemagne   | Team SKS Sauerland NRW | + 12 s          |

| \| Classement général \| Classement général \| Classement général \| Classement général \| Classement général \| \| Coureur \| Coureur \| Pays \| Équipe \| Temps \| \| ------------------ \| ------------------ \| ------------------ \| ---------------------------------- \| ------------------ \| \| 1er \| Nils Politt \| Allemagne \| Bora-Hansgrohe \| 12 h 56 min 18 s \| \| 2e \| Pascal Ackermann \| Allemagne \| Bora-Hansgrohe \| + 8 s \| \| 3e \| Phil Bauhaus \| Allemagne \| Bahrain Victorious \| + 10 s \| \| 4e \| Alexander Kristoff \| Norvège \| UAE Team Emirates \| + 12 s \| \| 5e \| Dylan Teuns \| Belgique \| Bahrain Victorious \| + 17 s \| \| 6e \| Marco Haller \| Autriche \| Bahrain Victorious \| + 19 s \| \| 7e \| Georg Zimmermann \| Allemagne \| Intermarché-Wanty-Gobert Matériaux \| + 19 s \| \| 8e \| Marcel Meisen \| Allemagne \| Alpecin-Fenix \| + 21 s \| \| 9e \| Joshua Huppertz \| Allemagne \| Team Lotto-Kern Haus \| + 21 s \| \| 10e \| Marco Canola \| Italie \| Gazprom-RusVelo \| + 23 s \| |                    |           |                                    |                  |
| |                    |           |                                    |                  |
| Source : ProCyclingStats |                    |           |                                    |                  |
| Classement général |                    |           |                                    |                  |
| Coureur | Coureur            | Pays      | Équipe                             | Temps            |
| 1er | Nils Politt        | Allemagne | Bora-Hansgrohe                     | 12 h 56 min 18 s |
| 2e | Pascal Ackermann   | Allemagne | Bora-Hansgrohe                     | + 8 s            |
| 3e | Phil Bauhaus       | Allemagne | Bahrain Victorious                 | + 10 s           |
| 4e | Alexander Kristoff | Norvège   | UAE Team Emirates                  | + 12 s           |
| 5e | Dylan Teuns        | Belgique  | Bahrain Victorious                 | + 17 s           |
| 6e | Marco Haller       | Autriche  | Bahrain Victorious                 | + 19 s           |
| 7e | Georg Zimmermann   | Allemagne | Intermarché-Wanty-Gobert Matériaux | + 19 s           |
| 8e | Marcel Meisen      | Allemagne | Alpecin-Fenix                      | + 21 s           |
| 9e | Joshua Huppertz    | Allemagne | Team Lotto-Kern Haus               | + 21 s           |
| 10e | Marco Canola       | Italie    | Gazprom-RusVelo                    | + 23 s           |

### 4eétape
| \| Classement de l'étape \| Classement de l'étape \| Classement de l'étape \| Classement de l'étape \| Classement de l'étape \| \| Coureur \| Coureur \| Pays \| Équipe \| Temps \| \| --------------------- \| --------------------- \| --------------------- \| ---------------------------------- \| --------------------- \| \| 1er \| Alexander Kristoff \| Norvège \| UAE Team Emirates \| 3 h 33 min 25 s \| \| 2e \| Pascal Ackermann \| Allemagne \| Bora-Hansgrohe \| + 0 s \| \| 3e \| Luca Mozzato \| Italie \| B&B Hotels p/b KTM \| + 0 s \| \| 4e \| Rasmus Tiller \| Norvège \| Uno-X Pro Cycling Team \| + 0 s \| \| 5e \| Francisco Galván \| Espagne \| Equipo Kern Pharma \| + 0 s \| \| 6e \| Marco Haller \| Autriche \| Bahrain Victorious \| + 0 s \| \| 7e \| Jannik Steimle \| Allemagne \| Deceuninck-Quick Step \| + 0 s \| \| 8e \| Valentin Retailleau \| France \| AG2R Citroën Team \| + 0 s \| \| 9e \| John Degenkolb \| Allemagne \| Lotto-Soudal \| + 0 s \| \| 10e \| Jonas Koch \| Allemagne \| Intermarché-Wanty-Gobert Matériaux \| + 0 s \| |                     |           |                                    |                 |
| |                     |           |                                    |                 |
| Source : ProCyclingStats |                     |           |                                    |                 |
| Classement de l'étape |                     |           |                                    |                 |
| Coureur | Coureur             | Pays      | Équipe                             | Temps           |
| 1er | Alexander Kristoff  | Norvège   | UAE Team Emirates                  | 3 h 33 min 25 s |
| 2e | Pascal Ackermann    | Allemagne | Bora-Hansgrohe                     | + 0 s           |
| 3e | Luca Mozzato        | Italie    | B&B Hotels p/b KTM                 | + 0 s           |
| 4e | Rasmus Tiller       | Norvège   | Uno-X Pro Cycling Team             | + 0 s           |
| 5e | Francisco Galván    | Espagne   | Equipo Kern Pharma                 | + 0 s           |
| 6e | Marco Haller        | Autriche  | Bahrain Victorious                 | + 0 s           |
| 7e | Jannik Steimle      | Allemagne | Deceuninck-Quick Step              | + 0 s           |
| 8e | Valentin Retailleau | France    | AG2R Citroën Team                  | + 0 s           |
| 9e | John Degenkolb      | Allemagne | Lotto-Soudal                       | + 0 s           |
| 10e | Jonas Koch          | Allemagne | Intermarché-Wanty-Gobert Matériaux | + 0 s           |

## Classements finals

### Classement général final
| \| Classement général \| Classement général \| Classement général \| Classement général \| Classement général \| \| Coureur \| Coureur \| Pays \| Équipe \| Temps \| \| ------------------ \| ------------------ \| ------------------ \| ---------------------------------- \| ------------------ \| \| 1er \| Nils Politt \| Allemagne \| Bora-Hansgrohe \| 16 h 29 min 41 s \| \| 2e \| Pascal Ackermann \| Allemagne \| Bora-Hansgrohe \| + 4 s \| \| 3e \| Alexander Kristoff \| Norvège \| UAE Team Emirates \| + 4 s \| \| 4e \| Dylan Teuns \| Belgique \| Bahrain Victorious \| + 19 s \| \| 5e \| Georg Zimmermann \| Allemagne \| Intermarché-Wanty-Gobert Matériaux \| + 19 s \| \| 6e \| Marco Haller \| Autriche \| Bahrain Victorious \| + 21 s \| \| 7e \| Luca Mozzato \| Italie \| B&B Hotels p/b KTM \| + 22 s \| \| 8e \| Marco Canola \| Italie \| Gazprom-RusVelo \| + 22 s \| \| 9e \| Marcel Meisen \| Allemagne \| Alpecin-Fenix \| + 24 s \| \| 10e \| Jonas Koch \| Allemagne \| Intermarché-Wanty-Gobert Matériaux \| + 26 s \| |                    |           |                                    |                  |
| |                    |           |                                    |                  |
| Source : ProCyclingStats |                    |           |                                    |                  |
| Classement général |                    |           |                                    |                  |
| Coureur | Coureur            | Pays      | Équipe                             | Temps            |
| 1er | Nils Politt        | Allemagne | Bora-Hansgrohe                     | 16 h 29 min 41 s |
| 2e | Pascal Ackermann   | Allemagne | Bora-Hansgrohe                     | + 4 s            |
| 3e | Alexander Kristoff | Norvège   | UAE Team Emirates                  | + 4 s            |
| 4e | Dylan Teuns        | Belgique  | Bahrain Victorious                 | + 19 s           |
| 5e | Georg Zimmermann   | Allemagne | Intermarché-Wanty-Gobert Matériaux | + 19 s           |
| 6e | Marco Haller       | Autriche  | Bahrain Victorious                 | + 21 s           |
| 7e | Luca Mozzato       | Italie    | B&B Hotels p/b KTM                 | + 22 s           |
| 8e | Marco Canola       | Italie    | Gazprom-RusVelo                    | + 22 s           |
| 9e | Marcel Meisen      | Allemagne | Alpecin-Fenix                      | + 24 s           |
| 10e | Jonas Koch         | Allemagne | Intermarché-Wanty-Gobert Matériaux | + 26 s           |

### Classements annexes
| Classement par points | Classement par points | Classement par points | Classement par points  | Classement par points |
| Coureur               | Coureur               | Pays                  | Équipe                 | Points                |
| --------------------- | --------------------- | --------------------- | ---------------------- | --------------------- |
| 1er                   | Pascal Ackermann      | Allemagne             | Bora-Hansgrohe         | 46 pts                |
| 2e                    | Alexander Kristoff    | Norvège               | UAE Team Emirates      | 33 pts                |
| 3e                    | Jannik Steimle        | Allemagne             | Deceuninck-Quick Step  | 17 pts                |
| 4e                    | Nils Politt           | Allemagne             | Bora-Hansgrohe         | 15 pts                |
| 5e                    | Dylan Teuns           | Belgique              | Bahrain Victorious     | 15 pts                |
| 6e                    | Luca Mozzato          | Italie                | B&B Hotels p/b KTM     | 15 pts                |
| 7e                    | Marco Haller          | Autriche              | Bahrain Victorious     | 14 pts                |
| 8e                    | Rasmus Tiller         | Norvège               | Uno-X Pro Cycling Team | 12 pts                |
| 9e                    | Matteo Jorgenson      | États-Unis            | Movistar Team          | 8 pts                 |
| 10e                   | John Degenkolb        | Allemagne             | Lotto-Soudal           | 8 pts                 |

| Classement par points | Classement par points | Classement par points | Classement par points  | Classement par points |
| Coureur               | Coureur               | Pays                  | Équipe                 | Points                |
| --------------------- | --------------------- | --------------------- | ---------------------- | --------------------- |
| 1er                   | Pascal Ackermann      | Allemagne             | Bora-Hansgrohe         | 46 pts                |
| 2e                    | Alexander Kristoff    | Norvège               | UAE Team Emirates      | 33 pts                |
| 3e                    | Jannik Steimle        | Allemagne             | Deceuninck-Quick Step  | 17 pts                |
| 4e                    | Nils Politt           | Allemagne             | Bora-Hansgrohe         | 15 pts                |
| 5e                    | Dylan Teuns           | Belgique              | Bahrain Victorious     | 15 pts                |
| 6e                    | Luca Mozzato          | Italie                | B&B Hotels p/b KTM     | 15 pts                |
| 7e                    | Marco Haller          | Autriche              | Bahrain Victorious     | 14 pts                |
| 8e                    | Rasmus Tiller         | Norvège               | Uno-X Pro Cycling Team | 12 pts                |
| 9e                    | Matteo Jorgenson      | États-Unis            | Movistar Team          | 8 pts                 |
| 10e                   | John Degenkolb        | Allemagne             | Lotto-Soudal           | 8 pts                 |

| Classement de la montagne | Classement de la montagne | Classement de la montagne | Classement de la montagne | Classement de la montagne |
| Coureur                   | Coureur                   | Pays                      | Équipe                    | Points                    |
| ------------------------- | ------------------------- | ------------------------- | ------------------------- | ------------------------- |
| 1er                       | Louis Vervaeke            | Belgique                  | Alpecin-Fenix             | 10 pts                    |
| 2e                        | Dario Cataldo             | Italie                    | Movistar Team             | 10 pts                    |
| 3e                        | Justin Wolf               | Allemagne                 | Bike Aid                  | 8 pts                     |
| 4e                        | Rémi Cavagna              | France                    | Deceuninck-Quick Step     | 5 pts                     |
| 5e                        | Kyle Murphy               | États-Unis                | Rally Cycling             | 5 pts                     |
| 6e                        | Dylan Teuns               | Belgique                  | Bahrain Victorious        | 4 pts                     |
| 7e                        | Jannis Peter              | Allemagne                 | Rad-net Rose Team         | 4 pts                     |
| 8e                        | Julian Lino               | France                    | Bike Aid                  | 3 pts                     |
| 9e                        | Robert Jägeler            | Allemagne                 | P&S Metalltechnik         | 3 pts                     |
| 10e                       | Jannik Steimle            | Allemagne                 | Deceuninck-Quick Step     | 3 pts                     |

| Classement de la montagne | Classement de la montagne | Classement de la montagne | Classement de la montagne | Classement de la montagne |
| Coureur                   | Coureur                   | Pays                      | Équipe                    | Points                    |
| ------------------------- | ------------------------- | ------------------------- | ------------------------- | ------------------------- |
| 1er                       | Louis Vervaeke            | Belgique                  | Alpecin-Fenix             | 10 pts                    |
| 2e                        | Dario Cataldo             | Italie                    | Movistar Team             | 10 pts                    |
| 3e                        | Justin Wolf               | Allemagne                 | Bike Aid                  | 8 pts                     |
| 4e                        | Rémi Cavagna              | France                    | Deceuninck-Quick Step     | 5 pts                     |
| 5e                        | Kyle Murphy               | États-Unis                | Rally Cycling             | 5 pts                     |
| 6e                        | Dylan Teuns               | Belgique                  | Bahrain Victorious        | 4 pts                     |
| 7e                        | Jannis Peter              | Allemagne                 | Rad-net Rose Team         | 4 pts                     |
| 8e                        | Julian Lino               | France                    | Bike Aid                  | 3 pts                     |
| 9e                        | Robert Jägeler            | Allemagne                 | P&S Metalltechnik         | 3 pts                     |
| 10e                       | Jannik Steimle            | Allemagne                 | Deceuninck-Quick Step     | 3 pts                     |

| Classement du meilleur jeune | Classement du meilleur jeune | Classement du meilleur jeune | Classement du meilleur jeune       | Classement du meilleur jeune |
| Coureur                      | Coureur                      | Pays                         | Équipe                             | Temps                        |
| ---------------------------- | ---------------------------- | ---------------------------- | ---------------------------------- | ---------------------------- |
| 1er                          | Georg Zimmermann             | Allemagne                    | Intermarché-Wanty-Gobert Matériaux | 16 h 30 min 00 s             |
| 2e                           | Luca Mozzato                 | Italie                       | B&B Hotels p/b KTM                 | + 3 s                        |
| 3e                           | Jannik Steimle               | Allemagne                    | Deceuninck-Quick Step              | + 7 s                        |
| 4e                           | Rasmus Tiller                | Norvège                      | Uno-X Pro Cycling Team             | + 7 s                        |
| 5e                           | Tom Lindner                  | Allemagne                    | P&S Metalltechnik                  | + 7 s                        |
| 6e                           | Juri Hollmann                | Allemagne                    | Movistar Team                      | + 7 s                        |
| 7e                           | Jonas Rutsch                 | Allemagne                    | EF Education-Nippo                 | + 7 s                        |
| 8e                           | Fabio Van den Bossche        | Belgique                     | Sport Vlaanderen-Baloise           | + 7 s                        |
| 9e                           | João Almeida                 | Portugal                     | Deceuninck-Quick Step              | + 7 s                        |
| 10e                          | Roger Adrià                  | Espagne                      | Equipo Kern Pharma                 | + 7 s                        |

| Classement du meilleur jeune | Classement du meilleur jeune | Classement du meilleur jeune | Classement du meilleur jeune       | Classement du meilleur jeune |
| Coureur                      | Coureur                      | Pays                         | Équipe                             | Temps                        |
| ---------------------------- | ---------------------------- | ---------------------------- | ---------------------------------- | ---------------------------- |
| 1er                          | Georg Zimmermann             | Allemagne                    | Intermarché-Wanty-Gobert Matériaux | 16 h 30 min 00 s             |
| 2e                           | Luca Mozzato                 | Italie                       | B&B Hotels p/b KTM                 | + 3 s                        |
| 3e                           | Jannik Steimle               | Allemagne                    | Deceuninck-Quick Step              | + 7 s                        |
| 4e                           | Rasmus Tiller                | Norvège                      | Uno-X Pro Cycling Team             | + 7 s                        |
| 5e                           | Tom Lindner                  | Allemagne                    | P&S Metalltechnik                  | + 7 s                        |
| 6e                           | Juri Hollmann                | Allemagne                    | Movistar Team                      | + 7 s                        |
| 7e                           | Jonas Rutsch                 | Allemagne                    | EF Education-Nippo                 | + 7 s                        |
| 8e                           | Fabio Van den Bossche        | Belgique                     | Sport Vlaanderen-Baloise           | + 7 s                        |
| 9e                           | João Almeida                 | Portugal                     | Deceuninck-Quick Step              | + 7 s                        |
| 10e                          | Roger Adrià                  | Espagne                      | Equipo Kern Pharma                 | + 7 s                        |

| Classement par équipes | Classement par équipes | Classement par équipes | Classement par équipes |
| Équipe                 | Équipe                 | Pays                   | Temps                  |
| ---------------------- | ---------------------- | ---------------------- | ---------------------- |
| 1re                    | Bahrain Victorious     | Bahreïn                | 49 h 30 min 18 s       |
| 2e                     | UAE Team Emirates      | Émirats arabes unis    | + 1 s                  |
| 3e                     | Deceuninck-Quick Step  | Belgique               | + 10 s                 |
| 4e                     | Alpecin-Fenix          | Belgique               | + 42 s                 |
| 5e                     | Bora-Hansgrohe         | Allemagne              | + 4 min 30 s           |

| Classement par équipes | Classement par équipes | Classement par équipes | Classement par équipes |
| Équipe                 | Équipe                 | Pays                   | Temps                  |
| ---------------------- | ---------------------- | ---------------------- | ---------------------- |
| 1re                    | Bahrain Victorious     | Bahreïn                | 49 h 30 min 18 s       |
| 2e                     | UAE Team Emirates      | Émirats arabes unis    | + 1 s                  |
| 3e                     | Deceuninck-Quick Step  | Belgique               | + 10 s                 |
| 4e                     | Alpecin-Fenix          | Belgique               | + 42 s                 |
| 5e                     | Bora-Hansgrohe         | Allemagne              | + 4 min 30 s           |

## Évolution des classements
| Étape              | Vainqueur          | Classement général | Classement par points | Classement de la montagne | Classement du meilleur jeune | Classement par équipes | Classement de la combativité |
| ------------------ | ------------------ | ------------------ | --------------------- | ------------------------- | ---------------------------- | ---------------------- | ---------------------------- |
| 1                  | Pascal Ackermann   | Pascal Ackermann   | Pascal Ackermann      | Robert Jägeler            | Jon Knolle                   | Deceuninck-Quick Step  | Jon Knolle                   |
| 2                  | Alexander Kristoff | Pascal Ackermann   | Pascal Ackermann      | Kyle Murphy               | Georg Zimmermann             | UAE Team Emirates      | Louis Vervaeke               |
| 3                  | Nils Politt        | Nils Politt        | Pascal Ackermann      | Louis Vervaeke            | Georg Zimmermann             | Bahrain Victorious     | Henri Uhlig                  |
| 4                  | Alexander Kristoff | Nils Politt        | Pascal Ackermann      | Dario Cataldo             | Georg Zimmermann             | UAE Team Emirates      | Dylan Teuns                  |
| Classements finals | Classements finals | Nils Politt        | Pascal Ackermann      | Dario Cataldo             | Georg Zimmermann             | UAE Team Emirates      | non-décerné                  |

## Liste des participants
| Bora-Hansgrohe BOH | Bora-Hansgrohe BOH        | Bora-Hansgrohe BOH |
| ------------------ | ------------------------- | ------------------ |
| Num                | Coureur                   | Pos                |
| 1                  | Pascal Ackermann (GER)    | 2e                 |
| 2                  | Emanuel Buchmann (GER)    | AB-4               |
| 3                  | Nils Politt (GER)         | 1er                |
| 4                  | Andreas Schillinger (GER) | 80e                |
| 5                  | Michael Schwarzmann (GER) | 32e                |
| 6                  | Rüdiger Selig (GER)       | AB-4               |

| Israel Start-Up Nation ISN | Israel Start-Up Nation ISN | Israel Start-Up Nation ISN |
| -------------------------- | -------------------------- | -------------------------- |
| Num                        | Coureur                    | Pos                        |
| 11                         | André Greipel (GER)        | 46e                        |
| 12                         | Alex Dowsett (GBR)         | 69e                        |
| 13                         | Christopher Froome (GBR)   | 96e                        |
| 14                         | Carl Fredrik Hagen (NOR)   | 53e                        |
| 15                         | Reto Hollenstein (SUI)     | 58e                        |
| 16                         | Rick Zabel (GER)           | AB-2                       |

| Deceuninck-Quick Step DQT | Deceuninck-Quick Step DQT  | Deceuninck-Quick Step DQT |
| ------------------------- | -------------------------- | ------------------------- |
| Num                       | Coureur                    | Pos                       |
| 21                        | Mark Cavendish (GBR)       | 42e                       |
| 22                        | João Almeida (POR)         | 18e                       |
| 23                        | Shane Archbold (NZL)       | 56e                       |
| 24                        | Rémi Cavagna (FRA) (route) | 51e                       |
| 25                        | Yves Lampaert (BEL)        | 24e                       |
| 26                        | Jannik Steimle (GER)       | 12e                       |

| UAE Team Emirates UAD | UAE Team Emirates UAD    | UAE Team Emirates UAD |
| --------------------- | ------------------------ | --------------------- |
| Num                   | Coureur                  | Pos                   |
| 31                    | Alexander Kristoff (NOR) | 3e                    |
| 32                    | Sven Erik Bystrøm (NOR)  | 11e                   |
| 33                    | Rui Costa (POR)          | 23e                   |
| 34                    | Alessandro Covi (ITA)    | 29e                   |
| 35                    | Davide Formolo (ITA)     | 28e                   |
| 36                    | Felix Groß (GER)         | 99e                   |

| Bahrain Victorious TBV | Bahrain Victorious TBV    | Bahrain Victorious TBV |
| ---------------------- | ------------------------- | ---------------------- |
| Num                    | Coureur                   | Pos                    |
| 41                     | Phil Bauhaus (GER)        | NP-4                   |
| 42                     | Marco Haller (AUT)        | 6e                     |
| 43                     | Domen Novak (SLO)         | 70e                    |
| 44                     | Hermann Pernsteiner (AUT) | 21e                    |
| 45                     | Marcel Sieberg (GER)      | NP-4                   |
| 46                     | Dylan Teuns (BEL)         | 4e                     |

| Allemagne GER | Allemagne GER  | Allemagne GER |
| ------------- | -------------- | ------------- |
| Num           | Coureur        | Pos           |
| 51            | John Degenkolb | 20e           |
| 52            | Pirmin Benz    | 49e           |
| 53            | Jakob Gessner  | 67e           |
| 54            | Jannis Peter   | 79e           |
| 55            | Jonas Rutsch   | 16e           |
| 56            | Henri Uhlig    | 88e           |

| AG2R Citroën Team ACT | AG2R Citroën Team ACT     | AG2R Citroën Team ACT |
| --------------------- | ------------------------- | --------------------- |
| Num                   | Coureur                   | Pos                   |
| 61                    | Ben O'Connor (AUS)        | 38e                   |
| 62                    | Clément Berthet (FRA)     | 44e                   |
| 63                    | Lawrence Naesen (BEL)     | 36e                   |
| 64                    | Nans Peters (FRA)         | AB-3                  |
| 65                    | Valentin Retailleau (FRA) | 37e                   |

| Gazprom-RusVelo GAZ | Gazprom-RusVelo GAZ    | Gazprom-RusVelo GAZ |
| ------------------- | ---------------------- | ------------------- |
| Num                 | Coureur                | Pos                 |
| 71                  | Marco Canola (ITA)     | 8e                  |
| 72                  | Igor Boev (RUS)        | 90e                 |
| 73                  | Fredrik Dversnes (NOR) | 33e                 |
| 74                  | Eirik Lunder (NOR)     | 59e                 |
| 75                  | Petr Rikunov (RUS)     | AB-2                |
| 76                  | Evgeny Shalunov (RUS)  | 87e                 |

| Team DSM DSM | Team DSM DSM           | Team DSM DSM |
| ------------ | ---------------------- | ------------ |
| Num          | Coureur                | Pos          |
| 81           | Max Kanter (GER)       | 60e          |
| 82           | Marco Brenner (GER)    | 54e          |
| 83           | Niklas Märkl (GER)     | 43e          |
| 84           | Marius Mayrhofer (GER) | 45e          |
| 85           | Martin Salmon (GER)    | AB-4         |
| 86           | Florian Stork (GER)    | NP-3         |

| Uno-X Pro Cycling Team UXT | Uno-X Pro Cycling Team UXT | Uno-X Pro Cycling Team UXT |
| -------------------------- | -------------------------- | -------------------------- |
| Num                        | Coureur                    | Pos                        |
| 91                         | Rasmus Tiller (NOR)        | 13e                        |
| 92                         | Kristoffer Halvorsen (NOR) | 64e                        |
| 93                         | Daniel Hoelgaard (NOR)     | NP-1                       |
| 94                         | Julius Johansen (DEN)      | 95e                        |
| 95                         | Anders Skaarseth (NOR)     | 25e                        |
| 96                         | Syver Wærsted (NOR)        | 74e                        |

| Movistar Team MOV | Movistar Team MOV      | Movistar Team MOV |
| ----------------- | ---------------------- | ----------------- |
| Num               | Coureur                | Pos               |
| 101               | Marc Soler (ESP)       | 71e               |
| 102               | Dario Cataldo (ITA)    | 62e               |
| 103               | Juri Hollmann (GER)    | 15e               |
| 104               | Matteo Jorgenson (USA) | 26e               |
| 105               | Sebastián Mora (ESP)   | NP-4              |
| 106               | Antonio Pedrero (ESP)  | NP-4              |

| Alpecin-Fenix AFC | Alpecin-Fenix AFC          | Alpecin-Fenix AFC |
| ----------------- | -------------------------- | ----------------- |
| Num               | Coureur                    | Pos               |
| 111               | Philipp Walsleben (GER)    | 39e               |
| 112               | Marcel Meisen (GER)        | 9e                |
| 113               | Alexandar Richardson (GBR) | 85e               |
| 114               | Ben Tulett (GBR)           | 22e               |
| 115               | David van der Poel (NED)   | 27e               |
| 116               | Louis Vervaeke (BEL)       | 31e               |

| Intermarché-Wanty-Gobert Matériaux IWG | Intermarché-Wanty-Gobert Matériaux IWG | Intermarché-Wanty-Gobert Matériaux IWG |
| -------------------------------------- | -------------------------------------- | -------------------------------------- |
| Num                                    | Coureur                                | Pos                                    |
| 121                                    | Georg Zimmermann (GER)                 | 5e                                     |
| 122                                    | Dries De Pooter (BEL)                  | NP-2                                   |
| 123                                    | Théo Delacroix (FRA)                   | 77e                                    |
| 124                                    | Alexander Evans (AUS)                  | AB-2                                   |
| 125                                    | Maxime Jarnet (FRA)                    | 65e                                    |
| 126                                    | Jonas Koch (GER)                       | 10e                                    |

| B&B Hotels p/b KTM BBK | B&B Hotels p/b KTM BBK      | B&B Hotels p/b KTM BBK |
| ---------------------- | --------------------------- | ---------------------- |
| Num                    | Coureur                     | Pos                    |
| 131                    | Pierre Rolland (FRA)        | AB-4                   |
| 132                    | Bert De Backer (BEL)        | 92e                    |
| 133                    | Jens Debusschere (BEL)      | AB-4                   |
| 134                    | Cyril Gautier (FRA)         | 57e                    |
| 135                    | Luca Mozzato (ITA)          | 7e                     |
| 136                    | Sebastian Schönberger (AUT) | 48e                    |

| Sport Vlaanderen-Baloise SVB | Sport Vlaanderen-Baloise SVB | Sport Vlaanderen-Baloise SVB |
| ---------------------------- | ---------------------------- | ---------------------------- |
| Num                          | Coureur                      | Pos                          |
| 141                          | Fabio Van den Bossche (BEL)  | 17e                          |
| 142                          | Ruben Apers (BEL)            | 52e                          |
| 143                          | Alex Colman (BEL)            | AB-3                         |
| 144                          | Sander De Pestel (BEL)       | 55e                          |
| 145                          | Jens Reynders (BEL)          | 41e                          |
| 146                          | Aaron Verwilst (BEL)         | NP-4                         |

| Equipo Kern Pharma EKP | Equipo Kern Pharma EKP   | Equipo Kern Pharma EKP |
| ---------------------- | ------------------------ | ---------------------- |
| Num                    | Coureur                  | Pos                    |
| 151                    | Roger Adrià (ESP)        | 19e                    |
| 152                    | Urko Berrade (ESP)       | 30e                    |
| 153                    | Francisco Galván (ESP)   | 34e                    |
| 154                    | Jordi López (ESP)        | 35e                    |
| 155                    | Martí Márquez (ESP)      | AB-4                   |
| 156                    | Danny van der Tuuk (NED) | 76e                    |

| Rally Cycling RLY | Rally Cycling RLY       | Rally Cycling RLY |
| ----------------- | ----------------------- | ----------------- |
| Num               | Coureur                 | Pos               |
| 161               | Benjamin King (USA)     | 89e               |
| 162               | Stephen Bassett (USA)   | 73e               |
| 163               | Nathan Brown (USA)      | AB-2              |
| 164               | Kyle Murphy (USA)       | 81e               |
| 165               | Emerson Oronte (USA)    | 84e               |
| 166               | Nickolas Zukowsky (CAN) | 61e               |

| Bike Aid BAI | Bike Aid BAI           | Bike Aid BAI |
| ------------ | ---------------------- | ------------ |
| Num          | Coureur                | Pos          |
| 171          | Nikodemus Holler (GER) | 103e         |
| 172          | Lucas Carstensen (GER) | AB-4         |
| 173          | Azzedine Lagab (ALG)   | AB-4         |
| 174          | Julian Lino (FRA)      | 66e          |
| 175          | Justin Wolf (GER)      | 47e          |
| 176          | Dawit Yemane (ERI)     | 102e         |

| Dauner-AKKON TDA | Dauner-AKKON TDA        | Dauner-AKKON TDA |
| ---------------- | ----------------------- | ---------------- |
| Num              | Coureur                 | Pos              |
| 181              | Henning Bommel (GER)    | AB-4             |
| 182              | Dominik Bauer (GER)     | AB-4             |
| 183              | Roman Duckert (GER)     | 78e              |
| 184              | Frederik Rassmann (GER) | 97e              |
| 185              | Jan-Marc Temmen (GER)   | AB-4             |
| 186              | Sven Thurau (GER)       | AB-4             |

| Team Lotto-Kern Haus LKH | Team Lotto-Kern Haus LKH | Team Lotto-Kern Haus LKH |
| ------------------------ | ------------------------ | ------------------------ |
| Num                      | Coureur                  | Pos                      |
| 191                      | Kim Heiduk (GER)         | AB-4                     |
| 192                      | Jan Hugger (GER)         | AB-2                     |
| 193                      | Joshua Huppertz (GER)    | 40e                      |
| 194                      | Pierre-Pascal Keup (GER) | 93e                      |
| 195                      | Christian Koch (GER)     | 83e                      |
| 196                      | Mario Spengler (SUI)     | 100e                     |

| Team SKS Sauerland NRW SVL | Team SKS Sauerland NRW SVL | Team SKS Sauerland NRW SVL |
| -------------------------- | -------------------------- | -------------------------- |
| Num                        | Coureur                    | Pos                        |
| 201                        | Johannes Adamietz (GER)    | 72e                        |
| 202                        | Michel Giesselmann (GER)   | 101e                       |
| 203                        | Johannes Hodapp (GER)      | 50e                        |
| 204                        | Jon Knolle (GER)           | 94e                        |
| 205                        | Abram Stockman (BEL)       | 82e                        |
| 206                        | Michiel Stockman (BEL)     | 63e                        |

| P&S Metalltechnik PUS | P&S Metalltechnik PUS      | P&S Metalltechnik PUS |
| --------------------- | -------------------------- | --------------------- |
| Num                   | Coureur                    | Pos                   |
| 211                   | Immanuel Stark (GER)       | 91e                   |
| 212                   | Michel Aschenbrenner (GER) | 75e                   |
| 213                   | Robert Jägeler (GER)       | 98e                   |
| 214                   | Tom Lindner (GER)          | 14e                   |
| 215                   | Tobias Nolde (GER)         | 86e                   |
| 216                   | Dominik Röber (GER)        | 68e                   |

| Bora-Hansgrohe BOH | Bora-Hansgrohe BOH        | Bora-Hansgrohe BOH |
| ------------------ | ------------------------- | ------------------ |
| Num                | Coureur                   | Pos                |
| 1                  | Pascal Ackermann (GER)    | 2e                 |
| 2                  | Emanuel Buchmann (GER)    | AB-4               |
| 3                  | Nils Politt (GER)         | 1er                |
| 4                  | Andreas Schillinger (GER) | 80e                |
| 5                  | Michael Schwarzmann (GER) | 32e                |
| 6                  | Rüdiger Selig (GER)       | AB-4               |

| Israel Start-Up Nation ISN | Israel Start-Up Nation ISN | Israel Start-Up Nation ISN |
| -------------------------- | -------------------------- | -------------------------- |
| Num                        | Coureur                    | Pos                        |
| 11                         | André Greipel (GER)        | 46e                        |
| 12                         | Alex Dowsett (GBR)         | 69e                        |
| 13                         | Christopher Froome (GBR)   | 96e                        |
| 14                         | Carl Fredrik Hagen (NOR)   | 53e                        |
| 15                         | Reto Hollenstein (SUI)     | 58e                        |
| 16                         | Rick Zabel (GER)           | AB-2                       |

| Deceuninck-Quick Step DQT | Deceuninck-Quick Step DQT  | Deceuninck-Quick Step DQT |
| ------------------------- | -------------------------- | ------------------------- |
| Num                       | Coureur                    | Pos                       |
| 21                        | Mark Cavendish (GBR)       | 42e                       |
| 22                        | João Almeida (POR)         | 18e                       |
| 23                        | Shane Archbold (NZL)       | 56e                       |
| 24                        | Rémi Cavagna (FRA) (route) | 51e                       |
| 25                        | Yves Lampaert (BEL)        | 24e                       |
| 26                        | Jannik Steimle (GER)       | 12e                       |

| UAE Team Emirates UAD | UAE Team Emirates UAD    | UAE Team Emirates UAD |
| --------------------- | ------------------------ | --------------------- |
| Num                   | Coureur                  | Pos                   |
| 31                    | Alexander Kristoff (NOR) | 3e                    |
| 32                    | Sven Erik Bystrøm (NOR)  | 11e                   |
| 33                    | Rui Costa (POR)          | 23e                   |
| 34                    | Alessandro Covi (ITA)    | 29e                   |
| 35                    | Davide Formolo (ITA)     | 28e                   |
| 36                    | Felix Groß (GER)         | 99e                   |

| Bahrain Victorious TBV | Bahrain Victorious TBV    | Bahrain Victorious TBV |
| ---------------------- | ------------------------- | ---------------------- |
| Num                    | Coureur                   | Pos                    |
| 41                     | Phil Bauhaus (GER)        | NP-4                   |
| 42                     | Marco Haller (AUT)        | 6e                     |
| 43                     | Domen Novak (SLO)         | 70e                    |
| 44                     | Hermann Pernsteiner (AUT) | 21e                    |
| 45                     | Marcel Sieberg (GER)      | NP-4                   |
| 46                     | Dylan Teuns (BEL)         | 4e                     |

| Allemagne GER | Allemagne GER  | Allemagne GER |
| ------------- | -------------- | ------------- |
| Num           | Coureur        | Pos           |
| 51            | John Degenkolb | 20e           |
| 52            | Pirmin Benz    | 49e           |
| 53            | Jakob Gessner  | 67e           |
| 54            | Jannis Peter   | 79e           |
| 55            | Jonas Rutsch   | 16e           |
| 56            | Henri Uhlig    | 88e           |

| AG2R Citroën Team ACT | AG2R Citroën Team ACT     | AG2R Citroën Team ACT |
| --------------------- | ------------------------- | --------------------- |
| Num                   | Coureur                   | Pos                   |
| 61                    | Ben O'Connor (AUS)        | 38e                   |
| 62                    | Clément Berthet (FRA)     | 44e                   |
| 63                    | Lawrence Naesen (BEL)     | 36e                   |
| 64                    | Nans Peters (FRA)         | AB-3                  |
| 65                    | Valentin Retailleau (FRA) | 37e                   |

| Gazprom-RusVelo GAZ | Gazprom-RusVelo GAZ    | Gazprom-RusVelo GAZ |
| ------------------- | ---------------------- | ------------------- |
| Num                 | Coureur                | Pos                 |
| 71                  | Marco Canola (ITA)     | 8e                  |
| 72                  | Igor Boev (RUS)        | 90e                 |
| 73                  | Fredrik Dversnes (NOR) | 33e                 |
| 74                  | Eirik Lunder (NOR)     | 59e                 |
| 75                  | Petr Rikunov (RUS)     | AB-2                |
| 76                  | Evgeny Shalunov (RUS)  | 87e                 |

| Team DSM DSM | Team DSM DSM           | Team DSM DSM |
| ------------ | ---------------------- | ------------ |
| Num          | Coureur                | Pos          |
| 81           | Max Kanter (GER)       | 60e          |
| 82           | Marco Brenner (GER)    | 54e          |
| 83           | Niklas Märkl (GER)     | 43e          |
| 84           | Marius Mayrhofer (GER) | 45e          |
| 85           | Martin Salmon (GER)    | AB-4         |
| 86           | Florian Stork (GER)    | NP-3         |

| Uno-X Pro Cycling Team UXT | Uno-X Pro Cycling Team UXT | Uno-X Pro Cycling Team UXT |
| -------------------------- | -------------------------- | -------------------------- |
| Num                        | Coureur                    | Pos                        |
| 91                         | Rasmus Tiller (NOR)        | 13e                        |
| 92                         | Kristoffer Halvorsen (NOR) | 64e                        |
| 93                         | Daniel Hoelgaard (NOR)     | NP-1                       |
| 94                         | Julius Johansen (DEN)      | 95e                        |
| 95                         | Anders Skaarseth (NOR)     | 25e                        |
| 96                         | Syver Wærsted (NOR)        | 74e                        |

| Movistar Team MOV | Movistar Team MOV      | Movistar Team MOV |
| ----------------- | ---------------------- | ----------------- |
| Num               | Coureur                | Pos               |
| 101               | Marc Soler (ESP)       | 71e               |
| 102               | Dario Cataldo (ITA)    | 62e               |
| 103               | Juri Hollmann (GER)    | 15e               |
| 104               | Matteo Jorgenson (USA) | 26e               |
| 105               | Sebastián Mora (ESP)   | NP-4              |
| 106               | Antonio Pedrero (ESP)  | NP-4              |

| Alpecin-Fenix AFC | Alpecin-Fenix AFC          | Alpecin-Fenix AFC |
| ----------------- | -------------------------- | ----------------- |
| Num               | Coureur                    | Pos               |
| 111               | Philipp Walsleben (GER)    | 39e               |
| 112               | Marcel Meisen (GER)        | 9e                |
| 113               | Alexandar Richardson (GBR) | 85e               |
| 114               | Ben Tulett (GBR)           | 22e               |
| 115               | David van der Poel (NED)   | 27e               |
| 116               | Louis Vervaeke (BEL)       | 31e               |

| Intermarché-Wanty-Gobert Matériaux IWG | Intermarché-Wanty-Gobert Matériaux IWG | Intermarché-Wanty-Gobert Matériaux IWG |
| -------------------------------------- | -------------------------------------- | -------------------------------------- |
| Num                                    | Coureur                                | Pos                                    |
| 121                                    | Georg Zimmermann (GER)                 | 5e                                     |
| 122                                    | Dries De Pooter (BEL)                  | NP-2                                   |
| 123                                    | Théo Delacroix (FRA)                   | 77e                                    |
| 124                                    | Alexander Evans (AUS)                  | AB-2                                   |
| 125                                    | Maxime Jarnet (FRA)                    | 65e                                    |
| 126                                    | Jonas Koch (GER)                       | 10e                                    |

| B&B Hotels p/b KTM BBK | B&B Hotels p/b KTM BBK      | B&B Hotels p/b KTM BBK |
| ---------------------- | --------------------------- | ---------------------- |
| Num                    | Coureur                     | Pos                    |
| 131                    | Pierre Rolland (FRA)        | AB-4                   |
| 132                    | Bert De Backer (BEL)        | 92e                    |
| 133                    | Jens Debusschere (BEL)      | AB-4                   |
| 134                    | Cyril Gautier (FRA)         | 57e                    |
| 135                    | Luca Mozzato (ITA)          | 7e                     |
| 136                    | Sebastian Schönberger (AUT) | 48e                    |

| Sport Vlaanderen-Baloise SVB | Sport Vlaanderen-Baloise SVB | Sport Vlaanderen-Baloise SVB |
| ---------------------------- | ---------------------------- | ---------------------------- |
| Num                          | Coureur                      | Pos                          |
| 141                          | Fabio Van den Bossche (BEL)  | 17e                          |
| 142                          | Ruben Apers (BEL)            | 52e                          |
| 143                          | Alex Colman (BEL)            | AB-3                         |
| 144                          | Sander De Pestel (BEL)       | 55e                          |
| 145                          | Jens Reynders (BEL)          | 41e                          |
| 146                          | Aaron Verwilst (BEL)         | NP-4                         |

| Equipo Kern Pharma EKP | Equipo Kern Pharma EKP   | Equipo Kern Pharma EKP |
| ---------------------- | ------------------------ | ---------------------- |
| Num                    | Coureur                  | Pos                    |
| 151                    | Roger Adrià (ESP)        | 19e                    |
| 152                    | Urko Berrade (ESP)       | 30e                    |
| 153                    | Francisco Galván (ESP)   | 34e                    |
| 154                    | Jordi López (ESP)        | 35e                    |
| 155                    | Martí Márquez (ESP)      | AB-4                   |
| 156                    | Danny van der Tuuk (NED) | 76e                    |

| Rally Cycling RLY | Rally Cycling RLY       | Rally Cycling RLY |
| ----------------- | ----------------------- | ----------------- |
| Num               | Coureur                 | Pos               |
| 161               | Benjamin King (USA)     | 89e               |
| 162               | Stephen Bassett (USA)   | 73e               |
| 163               | Nathan Brown (USA)      | AB-2              |
| 164               | Kyle Murphy (USA)       | 81e               |
| 165               | Emerson Oronte (USA)    | 84e               |
| 166               | Nickolas Zukowsky (CAN) | 61e               |

| Bike Aid BAI | Bike Aid BAI           | Bike Aid BAI |
| ------------ | ---------------------- | ------------ |
| Num          | Coureur                | Pos          |
| 171          | Nikodemus Holler (GER) | 103e         |
| 172          | Lucas Carstensen (GER) | AB-4         |
| 173          | Azzedine Lagab (ALG)   | AB-4         |
| 174          | Julian Lino (FRA)      | 66e          |
| 175          | Justin Wolf (GER)      | 47e          |
| 176          | Dawit Yemane (ERI)     | 102e         |

| Dauner-AKKON TDA | Dauner-AKKON TDA        | Dauner-AKKON TDA |
| ---------------- | ----------------------- | ---------------- |
| Num              | Coureur                 | Pos              |
| 181              | Henning Bommel (GER)    | AB-4             |
| 182              | Dominik Bauer (GER)     | AB-4             |
| 183              | Roman Duckert (GER)     | 78e              |
| 184              | Frederik Rassmann (GER) | 97e              |
| 185              | Jan-Marc Temmen (GER)   | AB-4             |
| 186              | Sven Thurau (GER)       | AB-4             |

| Team Lotto-Kern Haus LKH | Team Lotto-Kern Haus LKH | Team Lotto-Kern Haus LKH |
| ------------------------ | ------------------------ | ------------------------ |
| Num                      | Coureur                  | Pos                      |
| 191                      | Kim Heiduk (GER)         | AB-4                     |
| 192                      | Jan Hugger (GER)         | AB-2                     |
| 193                      | Joshua Huppertz (GER)    | 40e                      |
| 194                      | Pierre-Pascal Keup (GER) | 93e                      |
| 195                      | Christian Koch (GER)     | 83e                      |
| 196                      | Mario Spengler (SUI)     | 100e                     |

| Team SKS Sauerland NRW SVL | Team SKS Sauerland NRW SVL | Team SKS Sauerland NRW SVL |
| -------------------------- | -------------------------- | -------------------------- |
| Num                        | Coureur                    | Pos                        |
| 201                        | Johannes Adamietz (GER)    | 72e                        |
| 202                        | Michel Giesselmann (GER)   | 101e                       |
| 203                        | Johannes Hodapp (GER)      | 50e                        |
| 204                        | Jon Knolle (GER)           | 94e                        |
| 205                        | Abram Stockman (BEL)       | 82e                        |
| 206                        | Michiel Stockman (BEL)     | 63e                        |

| P&S Metalltechnik PUS | P&S Metalltechnik PUS      | P&S Metalltechnik PUS |
| --------------------- | -------------------------- | --------------------- |
| Num                   | Coureur                    | Pos                   |
| 211                   | Immanuel Stark (GER)       | 91e                   |
| 212                   | Michel Aschenbrenner (GER) | 75e                   |
| 213                   | Robert Jägeler (GER)       | 98e                   |
| 214                   | Tom Lindner (GER)          | 14e                   |
| 215                   | Tobias Nolde (GER)         | 86e                   |
| 216                   | Dominik Röber (GER)        | 68e                   |